# جام در جام اروپا ۶۳–۱۹۶۲
جام در جام اروپا ۶۳–۱۹۶۲، سومین دوره از مسابقات فوتبال جام برندگان جام اروپا بود. تیم تاتنهام هاتسپر با برتری ۵ بر ۱ مقابل اتلتیکو مادرید اسپانیا مدافع عنوان قهرمانی، نخستین قهرمان انگلیسی این رقابت‌ها نام گرفت.

## دور مقدماتی
| تیم ۱            | نتیجه‌نهایی | تیم ۲              | بازی رفت              | بازی برگشت            |
| ---------------- | ---------- | ------------------ | --------------------- | --------------------- |
| OFK Beograd      | 5–3        | هالشر              | ۲–۰ (گزارش) (گزارش ۲) | ۳–۳ (گزارش) (گزارش ۲) |
| Bangor City      | 3–31       | ناپولی             | ۲–۰ (گزارش) (گزارش ۲) | ۱–۳ (گزارش) (گزارش ۲) |
| لوزان-اسپورت     | 5–4        | اسپارتا روتردام    | ۳–۰ (گزارش) (گزارش ۲) | ۲–۴ (گزارش) (گزارش ۲) |
| رنجرز            | 4–2        | سویا               | ۴–۰ (گزارش) (گزارش ۲) | ۰–۲ (گزارش) (گزارش ۲) |
| سن-اتین          | 4–1        | ویتوریا ستوبال     | ۱–۱ (گزارش) (گزارش ۲) | ۳–۰ (گزارش) (گزارش ۲) |
| اف۹۱ دودلانژ     | 2–9        | B 1909             | ۱–۱ (گزارش) (گزارش ۲) | ۱–۸ (گزارش) (گزارش ۲) |
| Steaua București | ۴–۷        | بوتو پلوودیو       | ۳–۲ (گزارش) (گزارش ۲) | ۱–۵ (گزارش) (گزارش ۲) |
| اویپشت           | 5–0        | Zagłębie Sosnowiec | ۵–۰ (گزارش) (گزارش ۲) | ۰–۰ (گزارش) (گزارش ۲) |
| Hibernians       | (w/o)      | المپیاکوس          | –                     | –                     |

1 در پلی‌اف ۲–۱ برنده‌شد.

## دور اول
| تیم ۱          | نتیجه‌نهایی | تیم ۲             | بازی رفت              | بازی برگشت            |
| -------------- | ---------- | ----------------- | --------------------- | --------------------- |
| OFK Beograd    | 7–4        | Portadown         | ۵–۱ (گزارش) (گزارش ۲) | ۲–۳ (گزارش) (گزارش ۲) |
| اویپشت         | 2–22       | ناپولی            | ۱–۱ (گزارش) (گزارش ۲) | ۱–۱ (گزارش) (گزارش ۲) |
| لوزان-اسپورت   | 1–2        | اسلوان براتیسلاوا | ۱–۱ (گزارش) (گزارش ۲) | ۰–۱ (گزارش) (گزارش ۲) |
| تاتنهام هاتسپر | 8–4        | رنجرز             | ۵–۲ (گزارش) (گزارش ۲) | ۳–۲ (گزارش) (گزارش ۲) |
| سن-اتین        | 0–3        | نورنبرگ           | ۰–۰ (گزارش) (گزارش ۲) | ۰–۳ (گزارش) (گزارش ۲) |
| گراتس          | 4–6        | Boldklubben 1909  | ۱–۱ (گزارش) (گزارش ۲) | ۳–۵ (گزارش) (گزارش ۲) |
| شامروک روورز   | 0–5        | بوتو پلوودیو      | ۰–۴ (گزارش) (گزارش ۲) | ۰–۱ (گزارش) (گزارش ۲) |
| اتلتیکو مادرید | 5–0        | Hibernians        | ۴–۰ (گزارش) (گزارش ۲) | ۱–۰ (گزارش) (گزارش ۲) |

2 در پلی‌اف ۳–۱ برنده‌شد.

## یک‌چهارم نهایی
| تیم ۱             | نتیجه‌نهایی | تیم ۲          | بازی رفت              | بازی برگشت            |
| ----------------- | ---------- | -------------- | --------------------- | --------------------- |
| OFK Beograd       | 3–33       | ناپولی         | ۲–۰ (گزارش) (گزارش ۲) | ۱–۳ (گزارش) (گزارش ۲) |
| اسلوان براتیسلاوا | 2–6        | تاتنهام هاتسپر | ۲–۰ (گزارش) (گزارش ۲) | ۰–۶ (گزارش) (گزارش ۲) |
| Boldklubben 1909  | 0–7        | نورنبرگ        | ۰–۱ (گزارش) (گزارش ۲) | ۰–۶ (گزارش) (گزارش ۲) |
| بوتو پلوودیو      | ۱–۵        | اتلتیکو مادرید | ۱–۱ (گزارش) (گزارش ۲) | ۰–۴ (گزارش) (گزارش ۲) |

3 در پلی‌اف ۳–۱ برنده‌شد.

## نیمه‌نهایی
| تیم ۱       | نتیجه‌نهایی | تیم ۲          | بازی رفت | بازی برگشت |
| ----------- | ---------- | -------------- | -------- | ---------- |
| OFK Beograd | 2–5        | تاتنهام هاتسپر | 1–2      | 1–3        |
| نورنبرگ     | 2–3        | اتلتیکو مادرید | ۲–۱      | ۰–۲        |

## فینال
| تاتنهام هاتسپر                                   | ۵–۱           | اتلتیکو مادرید      |
| ------------------------------------------------ | ------------- | ------------------- |
| جیمی گریوس ۱۶'، ۸۰' · White ۳۵' · Dyson ۶۷'، ۸۵' | گزارش گزارش ۲ | Collar ۴۷' (پنالتی) |